# 인하대학교 의과대학 부속병원
인하대학교 의과대학 부속병원(Inha University Hospital) 또는 인하대병원은 인하대학교 인하중앙의료원 산하의 병원이다. 인하대학교 의과대학 부속병원, 인하대병원 인천국제공항의료센터, 인하국제의료센터 등의 병원이 운영되고 있다. 인천광역시 중구 신흥동에 위치하고, 1996년 개원하였으며, 886병상을 가동하고 있다. 2016년 2월 27일에 개통된 수인선 숭의역 (부기역명: 인하대병원)과 인접해 있다.

## 연혁
- 1996년 5월 27일 : 개원
- 2001년 인천국제공항 내에 인하대병원 인천국제항공의료센터(Airport Medical Center Inha University)(인천광역시 중구 운서동 2851) 및 인하국제의료센터(INHA IMC, Inha International Medical Center)(인천광역시 중구 공항로 424)가 각각 개원
- 2008년 2월 사이버나이프(Cyber Knife) 진료 개시
- 2010년 인천국제공항의료센터, 공항의료기관 중 세계 최초로 JCI 인증 받음
- 2013년 인천국제공항의료센터, JCI로부터 재인증 받음
- 2017년 인하대병원 암통합지원센터 개소
- 2018년 인천국제공항 제2여객터미널 "인하대학교 공항의료센터" 개원
- 2021년 인하대학교 김포메디컬캠퍼스 MOU 체결
- 2024년 인하대학교 김포메디컬캠퍼스 (인하대김포병원 분원) 착공
- 2027년 인하대학교 김포메디컬캠퍼스 (인하대김포병원 분원) 완공
- 2027년 인하대김포병원(분원) 개원

## 권역응급의료센터
인천권역응급의료센터로 지정되어 강화군을 제외한 인천광역시 전역, 경기도 부천시, 시흥시를 관할한다.